# Heidi Sessner
Heidi Sessner (* 16. November 1977 in Bad Mergentheim als Heidi Jesberger) ist eine ehemalige deutsche Duathletin und Triathletin. Sie ist neunfache Deutsche Meisterin und gewann 2012 den Ironman Regensburg.

## Werdegang
Heidi Jesberger wuchs in Assamstadt auf und wohnt dort bis heute. Sie startete bei Wettkämpfen für ihren Heimatverein, den TSV Assamstadt.
1997 wurde Jesberger als 19-Jährige bei der Triathlon-Europameisterschaft in der Jugendklasse Zweite im Einzelbewerb, Europameisterin mit der Mannschaft sowie Junioren-Europameisterin Duathlon.
Im Juni 2002 wurde sie in Immenstadt beim Allgäu Triathlon Deutsche Vizemeisterin auf der Triathlon-Mitteldistanz.
2003 in Roth wurde sie in der Klasse W25 (Frauen, 25 Jahre) Deutsche Meisterin auf der Langdistanz.
Sie startete dreimal als Profi beim Ironman Hawaii (2003, 2005 und 2010).
Im November 2011 heiratete sie Jürgen Sessner und startete seitdem als Heidi Sessner. Sie war vorwiegend bei Triathlon-Bewerben über die Lang- oder Ironman-Distanz aktiv (3,86 km Schwimmen, 180,2 km Radfahren und 42,195 km Laufen). Im Juni 2012 holte sie sich in Regensburg ihren ersten Sieg auf der Ironman-Distanz.
Heidi Sessner beendete ihre Profi-Karriere nach der Saison 2014 und ist seither als Coach tätig.

## Sportliche Erfolge
| Datum/Jahr    | Rang | Wettbewerb                                         | Austragungsort  | Zeit        | Bemerkung |
| ------------- | ---- | -------------------------------------------------- | --------------- | ----------- | --- |
| 23. Juni 2014 | 7    | Citytriathlon Heilbronn                            | Heilbronn       | 03:38:11    | |
| 25. Aug. 2013 | 3    | ICAN Germany                                       | Nordhausen      | 04:32:34    | Dritte bei der Erstaustragung der spanischen ICAN-Triathlon-Serie in Deutschland                                              |
| 22. Sep. 2011 | 10   | Ironman 70.3 Pays d’Aix France                     | Aix-en-Provence | 04:51:40    | |
| 17. Juli 2011 | 1    | Triathlon Ingolstadt                               | Ingolstadt      | 02:09:44    | Erste auf der olympischen Distanz vor der Vorjahressiegerin Heike Funk                                                        |
| 17. Apr. 2011 | 3    | TriStar111 Mallorca                                | Portocolom      | 04:26:21    | 1 km Schwimmen, 100 km Radfahren und 10 km Laufen                                                                             |
| 19. März 2011 | 12   | Ironman 70.3 San Juan                              | San Juan        | 04:39:36    | [ 4 ] |
| 30. Okt. 2010 | 4    | Ironman 70.3 Taiwan                                | Kenting         | 04:44:38,88 | Vierte bei der Erstaustragung                                                                                                 |
| Juni 2010     | 2    | Rothsee-Triathlon                                  | Rothsee         | 02:10:37    | hinter Kristin Möller |
| 13. Juni 2010 | 3    | Citytriathlon Heilbronn                            | Heilbronn       | 03:36:07    | 2 km Schwimmen, 70 km Radfahren und 15 km Laufen                                                                              |
| 30. Mai 2010  | 3    | Stadt-Triathlon München                            | München         | 00:56:10    | hinter Anne Haug und Jenny Schulz                                                                                             |
| 2009          | 5    | Cologne 226 Half                                   | Köln            |             | hinter der Siegerin Andrea Steinbecher                                                                                        |
| 31. Aug. 2008 | 3    | Viernheimer V-Card Triathlon                       | Viernheim       | 02:48:30    | Dritte hinter der Siegerin Kathrin Pätzold und der Zweitplatzierten Daniela Sämmler                                           |
| 3. Aug. 2008  | 5    | Antwerp Ironman 70.3                               | Antwerpen       | 04:22:25    | |
| 27. Juli 2008 | 3    | HeidelbergMan                                      | Heidelberg      |             | |
| 26. Apr. 2008 | 2    | Internationale Mitteldistanz                       | Lissabon        | 04:11:14    | Zweite hinter Joan Blafoss |
| 13. Jan. 2008 | 2    | Ironman 70.3 South Africa                          | Buffalo City    | 04:58:50    | Zweite hinter Desirée Ficker                                                                                                  |
| 6. Mai 2007   | 3    | Siegerland-Cup                                     | Buschhütten     | 02:01:01    | [ 7 ] |
| 6. Aug. 2006  | 3    | HeidelbergMan                                      | Heidelberg      |             | |
| 5. Sep. 2004  | 2    | Triathlon di Locarno                               | Locarno         | 4:25:27     | hinter Tina Walter (2,5 km Schwimmen, 80 km Radfahren und 20 km Laufen)                                                       |
| 14. Sep. 2003 | 2    | Triathlon di Locarno                               | Locarno         | 04:18:12    | hinter Lisbeth Kirstensen (2,5 km Schwimmen, 80 km Radfahren und 20 km Laufen)                                                |
| 27. Juni 2002 | 2    | DTU Deutsche Meisterschaft Triathlon Mitteldistanz | Immenstadt      | 05:01:38    | Deutsche Vizemeisterin hinter Ines Estedt (2 km Schwimmen, 92 km Radfahren und 21 km Laufen) als Dritte beim Allgäu Triathlon |
| 2001          | 1    | Asia Cup                                           | Hongkong        |             | |
| 30. Aug. 1998 | 48   | ITU Triathlon World Championships                  | Lausanne        | 02:22:26    | |
| 16. Nov. 1997 | 12   | ITU Triathlon World Championship Junior Women      | Perth           | 02:14:30    | |
| 5. Juli 1997  | 2    | ETU Triathlon European Championship Junior Women   | Vuokatti        | 02:22:52    | Zweite bei der Triathlon-Europameisterschaft der Junioren auf der Kurzdistanz; Sieg und Europameisterin mit der Mannschaft    |

| Datum/Jahr    | Rang | Wettbewerb                                         | Austragungsort    | Zeit     | Bemerkung |
| ------------- | ---- | -------------------------------------------------- | ----------------- | -------- | --- |
| 25. Mai 2014  | 10   | Ironman Brasil                                     | Florianópolis     | 09:32:34 | mit neuer persönlicher Radbestzeit (4:59 h für die 180 km)                                                                              |
| 22. Sep. 2013 | 9    | Ironman Lake Tahoe                                 | Lake Tahoe        | 11:01:10 | als beste Deutsche bei der Erstaustragung                                                                                               |
| 25. Nov. 2012 | 6    | Ironman Mexico                                     | Cozumel           | 09:31:00 | |
| 29. Juli 2012 | 12   | ITU Long Distance Triathlon World Championships    | Vitoria-Gasteiz   | 06:50:34 | Triathlon-Weltmeisterschaft auf der Langdistanz                                                                                         |
| 17. Juni 2012 | 1    | Ironman Regensburg                                 | Regensburg        | 09:43:52 | |
| 5. Nov. 2011  | 7    | Ironman Florida                                    | Panama City       | 09:37:08 | zweitschnellste Schwimmerin mit 56:43 Minuten                                                                                           |
| 7. Aug. 2011  | 4    | Ironman Regensburg                                 | Regensburg        | 09:32:42 | |
| 21. Mai 2011  | 4    | Ironman Lanzarote                                  | Puerto del Carmen | 10:28:32 | vierter Start in Lanzarote |
| 9. Okt. 2010  | DNF  | Ironman Hawaii                                     | Hawaii            | –        | vorzeitiger Rennabbruch aufgrund eines technischen Defekts                                                                              |
| 25. Juli 2010 | DNF  | Ironman Switzerland                                | Zürich            | –        | |
| 14. März 2010 | 3    | Ironman China                                      | Haikou            | 10:08:52 | Dritte hinter der Amerikanerin Amy Marsh und der Zweitplatzierten Nicole Leder – und damit qualifiziert für einen Startplatz auf Hawaii |
| 22. Nov. 2009 | 11   | Ironman Arizona                                    | Tempe             |          | |
| 12. Juli 2009 |      | Challenge Roth                                     | Roth              |          | Start in der Staffel auf der Schwimmdistanz (wegen Entzündung einer Sehne im Fuß war ihr Laufen nicht möglich)                          |
| 7. Sep. 2008  | 4    | Ironman Wisconsin                                  | Madison           | 10:02:18 | |
| 24. Mai 2008  | 8    | Ironman Lanzarote                                  | Puerto del Carmen | 10:42:09 | |
| 9. Sep. 2007  | 7    | Ironman Wisconsin                                  | Madison           | 10:17:16 | |
| 24. Juni 2007 | 8    | Challenge Roth                                     | Roth              | 09:46:56 | dritter Start in Roth |
| 19. Nov. 2006 | 7    | ITU Long Distance Triathlon World Championships    | Canberra          | 07:08:32 | |
| 26. Aug. 2006 | 7    | ETU Long Distance Triathlon European Championships | Almere            | 06:30:23 | |
| 15. Okt. 2005 | 18   | Ironman Hawaii                                     | Hawaii            | 09:55:50 | |
| 10. Juli 2005 | 4    | Ironman Germany                                    | Frankfurt am Main | 09:49:19 | |
| 22. Mai 2005  | 11   | Ironman Japan                                      | Gotō-Inseln       |          | |
| 6. Nov. 2004  | 8    | Ironman Florida                                    | Panama City       |          | |
| 4. Juli 2004  | 5    | Challenge Roth                                     | Roth              | 09:45:25 | |
| 22. Mai 2004  | 7    | Ironman Lanzarote                                  | Puerto del Carmen |          | |
| 18. Okt. 2003 | 17   | Ironman Hawaii                                     | Hawaii            | 10:03:19 | |
| 6. Juli 2003  | 5    | Challenge Roth                                     | Roth              | 09:37:02 | Deutsche Meisterin auf der Langdistanz in der Klasse W25                                                                                |
| 25. Mai 2002  | 6    | Ironman Lanzarote                                  | Puerto del Carmen | 10:56:42 | |
| 22. Sep. 2002 | 13   | ITU Long Distance Triathlon World Championships    | Nizza             | 07:43:07 | Weltmeisterschaft beim Triathlon International de Nice                                                                                  |
| 5. Aug. 2001  | 13   | ITU Long Distance Triathlon World Championships    | Fredericia        | 10:15:33 | |
| 18. Juni 2000 | 8    | ITU Long Distance Triathlon World Championships    | Nizza             | 07:23:49 | Weltmeisterschaft auf der Langdistanz (4 km Schwimmen, 130 km Radfahren und 30 km Laufen) im Rahmen des Triathlon International de Nice |
| 11. Juli 1999 | 13   | ITU Long Distance Triathlon World Championships    | Säter             | 06:58:07 | hinter der australischen Siegerin Loretta Harrop                                                                                        |

| Datum/Jahr    | Rang | Wettbewerb                                      | Austragungsort    | Zeit     | Bemerkung                                      |
| ------------- | ---- | ----------------------------------------------- | ----------------- | -------- | ---------------------------------------------- |
| 1. Mai 2011   | 2    | Duathlon Day Hilpoltstein                       | Hilpoltstein      | 01:40:45 | Zweite hinter Ulrike Schwalbe                  |
| 24. Jan. 2009 | 1    | Internationaler Lanzarote Duathlon              | Puerto del Carmen | 01:05:06 | 5 km Laufen, 20 km Radfahren und 2,5 km Laufen |
| 21. Okt. 2007 | 15   | ITU Long Distance Duathlon World Championships  | Richmond          | 03:57:45 | Duathlon-Weltmeisterschaft auf der Langdistanz |
| 1997          | 1    | ETU Duathlon European Championship Junior Women | Glogow            |          | Europameisterin Duathlon Juniorinnen           |

(DNF – Did Not Finish)